# 제6회 전국동시지방선거 광역의원
제6회 전국동시지방선거 광역의원은 제6회 전국동시지방선거 당시 진행되었던 광역의원 선거이다. 본 선거에서 당선된 기초의원은 민선 6기로 2014년 7월 1일부터 2018년 6월 30일까지 직을 수행한다.